# Damn Yankees (musical)
Damn Yankees è un musical con libretto di George Abbott e Douglas Wallop, musiche e testi di Richard Adler e Jerry Ross. La storia è una trasposizione moderna della leggenda del Faust ambientata negli anni cinquanta a Washington, durante il periodo in cui i New York Yankees dominavano la Major League Baseball.
La prima assoluta è stata il 5 maggio 1955 al 46th Street Theater di New York per il Broadway theatre per la regia di Abbott, la coreografia di Bob Fosse con Gwen Verdon, Ray Walston, Russ Brown e Jean Stapleton.
Vince il Tony Award al miglior musical nel 1956.
Il 6 maggio 1957 la produzione si sposta al Teatro Adelphi (New York) arrivando a 1019 recite.
Per il Teatro del West End ha la prima il 28 marzo 1957 al London Coliseum arrivando a 258 recite con Elizabeth Seal nelle repliche.
Nel 1994 torna a Broadway per la coreografia di Rob Marshall con Bebe Neuwirth e Victor Garber arrivando a 718 recite con Jerry Lewis nelle repliche ed ha la prima al Teatro Adelphi (Londra) con Lewis.